# Cantó de Villeneuve-le-Roi
El cantó de Villeneuve-le-Roi és un antic cantó francès del departament de Val-de-Marne, que estava situat al districte de Créteil. Comptava amb 2 municipis i el cap era Villeneuve-le-Roi.
Al 2015 va desaparèixer i el seu territori va passar a formar part del cantó d'Orly.

## Municipis
- Ablon-sur-Seine
- Villeneuve-le-Roi

## Història
| Data d'elecció                           | Identitat             | Partit | Qualitat |
| ---------------------------------------- | --------------------- | ------ | -------- |
| 1964-1967                                | Gilbert Cartier       | MRP    |          |
| 1967-1976                                | Maxime Kalinsky       | PCF    |          |
| 1976-1988                                | Armelle Le Cam        | PCF    |          |
| 1988-1989                                | Pierre Martin         | PCF    |          |
| 1989-1994                                | Michel Herry          | PCF    |          |
| 1994-2001                                | Jean-Pierre Hermellin | UDF    |          |
| 2001-2008                                | Didier Gonzales       | UMP    |          |
| 2008                                     | Daniel Guérin         | MRC    |          |
| les dades anteriors no són pas conegudes |                       |        |          |
|                                          |                       |        |          |

## Demografia
| A partir de 1990: Població sense dobles comptes |